# 桂小文治
桂 小文治（かつら こぶんじ）は落語家の名跡。当代は三代目。
元々は上方落語の名跡であるが、先代が大阪から上京してそのまま東京に定住し門弟を育成。小文治の名跡は孫弟子に受け継がれた。この先代小文治が初代で、当代は二代目であるとする文献も多く、当代自身も以前(2021年まで?)は二代目を名乗っていた。当代は現在三代目としているものの稲田裕次郎の小文治を初代と紹介しているが、先代以前に小文治を名乗った落語家が実際に存在しているため本項では先代を二代目で統一する。
- 初代桂小文治 - 後∶船遊亭志ん橋
- 二代目桂小文治 - 大きな一門を築いた
- 三代目桂小文治 - 本項で詳述

三代目 桂 小文治（かつら こぶんじ、1957年5月29日 - ）は、青森県八戸市出身の落語家。落語芸術協会理事。本名：古田 繁昌。出囃子は「あやめ浴衣」。

## 経歴
青森県立八戸高等学校を経て、専修大学商学部商業学科卒業。1979年8月に十代目桂文治に入門、前座名亭治で初高座。
1984年2月、二ツ目昇進。
1993年5月に桂小南治、春風亭柳桜と共に真打昇進。同時に大師匠の名跡である三代目桂小文治襲名。2008年12月に平成20年度（第63回）文化庁芸術祭の大衆芸能部門において、桂小文治十八番創りの会の成果が優秀賞を受賞。

## 芸歴
- 1979年8月 - 十代目桂文治に入門、前座名「亭治」。
- 1984年2月 - 二ツ目昇進。
- 1993年5月 - 真打昇進、「三代目桂小文治」を襲名。

## 受賞歴
- 2008年 平成20年度（第63回）文化庁芸術祭優秀賞
- 2023年 青森県文化賞（文芸）[7]

## 演目
- 片棒
- 芝浜
- 徂徠豆腐
- 妾馬

## 弟子

### 落語家

#### 二ツ目
- 桂小右治

#### 前座
- 桂しゅう治

### 色物
- 桂小すみ（音曲）

### 預かり
- 国本はる乃（浪曲）[8]

## 出演情報

### インターネットTV
- はいから特選落語（はいからチャンネル）
- 特選古典落語（Mopal）

### DVD
- 桂小文治 落語集 第1集（ぱっぷる、2008年5月16日）
  - 殿様団子
  - 宮戸川
  - 長短
- 桂小文治 落語集 第2集（ぱっぷる、2009年5月25日）
  - 船徳
  - 芝浜
- 桂小文治 落語集 第3集（ぱっぷる）
  - 片棒
  - 虱茶屋
  - 文七元結